# Campeonato Asiático de Taekwondo de 2022

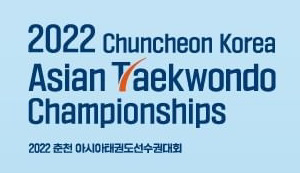
Banner Característico del campeonato

El XXV Campeonato Asiático de Taekwondo se celebró en Chuncheon (Corea del Sur) en 2022 bajo la organización de la Unión Asiática de Taekwondo.
En total se disputaron en este deporte dieciséis pruebas diferentes, ocho masculinas y ocho femeninas.

## Resultados

### Masculino
| Evento | Oro                          | Plata                       | Bronce                                                        |
| ------ | ---------------------------- | --------------------------- | ------------------------------------------------------------- |
| –54 kg | Park Tae-Joon Corea del Sur  | Loay Ihmedan Jordania       | Shahzaib Khan Pakistán Fahad Al-Samih Arabia Saudita          |
| –58 kg | Bae Jun-Seo Corea del Sur    | Mehdi Hayimusai Irán        | Zhassurbek Israilov · Kazajistán · Mohsen Rezaí · Afganistán  |
| –63 kg | Kim Tae-Yong Corea del Sur   | Liang Yushuai China         | Adilet Bazarbayev · Kazajistán · Zaid Al-Halawani · Jordania  |
| –68 kg | Ulugbek Rashitov Uzbekistán  | Zaid Karim Jordania         | Danial Bozorgui Irán Xiao Chenming China                      |
| –74 kg | Jasurbek Jaysunov Uzbekistán | Mirhashem Hoseini Irán      | Ahmad Bahlul Palestina Lakchai Hauihongthong Tailandia        |
| –80 kg | Shuhrat Salayev Uzbekistán   | Saleh El-Sharabati Jordania | Nurlan Myrzabayev · Kazajistán · Seo Geon-Woo · Corea del Sur |
| –87 kg | Nikita Rafalovich Uzbekistán | Fahed Sbeihi Jordania       | Smaiyl Duisebay · Kazajistán · Lee Meng-En · China Taipéi     |
| +87 kg | Song Zhaoxiang China         | Alireza Nadalian Irán       | Ali Akbar Amiri Afganistán Kang Yeon-Ho Corea del Sur         |

### Femenino
| Evento | Oro                       | Plata                           | Bronce                                                     |
| ------ | ------------------------- | ------------------------------- | ---------------------------------------------------------- |
| –46 kg | Kang Mi-Reu Corea del Sur | Julanan Khantikulanon Tailandia | Karen Oshima · Japón · Rita Bakisheva · Kazajistán         |
| –49 kg | Guo Qing China            | Mobina Nematzadeh Irán          | Botakoz Kapanova · Kazajistán · Kang Bo-Ra · Corea del Sur |
| –53 kg | Nahid Kiani Irán          | Charos Kayumova Uzbekistán      | Wang Xiaolu China Dunya Abutaleb Arabia Saudita            |
| –57 kg | Luo Zongshi China         | Lee Ah-Reum Corea del Sur       | Zahra Sheidai Irán Phannapa Harnsujin Tailandia            |
| –62 kg | Nam Min-Seo Corea del Sur | Nastaran Valizadeh Irán         | Sasikarn Tongchan Tailandia Feruza Sadikova Uzbekistán     |
| –67 kg | Yuliana Al-Sadek Jordania | Liu Junhong China               | Mojru Jalimova · Tayikistán · Nuray Jusainova · Kazajistán |
| –73 kg | Zahra Puresmail Irán      | Cansel Deniz · Kazajistán       | Ward Selman Líbano Myeong Mi-Na Corea del Sur              |
| +73 kg | Akram Jodabandeh Irán     | Zhou Zeqi China                 | Svetlana Osipova Uzbekistán Alisar Elias Siria             |

## Medallero
| Núm. | País           | Oro | Plata | Bronce | Total |
| ---- | -------------- | --- | ----- | ------ | ----- |
| 1    | Corea del Sur  | 5   | 1     | 4      | 10    |
| 2    | Uzbekistán     | 4   | 1     | 2      | 7     |
| 3    | Irán           | 3   | 5     | 2      | 10    |
| 4    | China          | 3   | 3     | 2      | 8     |
| 5    | Jordania       | 1   | 4     | 1      | 6     |
| 6    | Kazajistán     | 0   | 1     | 7      | 8     |
| 7    | Tailandia      | 0   | 1     | 3      | 4     |
| 8    | Afganistán     | 0   | 0     | 2      | 2     |
| 8    | Arabia Saudita | 0   | 0     | 2      | 2     |
| 10   | China Taipéi   | 0   | 0     | 1      | 1     |
| 10   | Japón          | 0   | 0     | 1      | 1     |
| 10   | Líbano         | 0   | 0     | 1      | 1     |
| 10   | Pakistán       | 0   | 0     | 1      | 1     |
| 10   | Palestina      | 0   | 0     | 1      | 1     |
| 10   | Siria          | 0   | 0     | 1      | 1     |
| 10   | Tayikistán     | 0   | 0     | 1      | 1     |
|      | TOTAL          | 16  | 16    | 32     | 64    |